# Magelhaenoehoe
De Magelhaenoehoe (Bubo magellanicus) is een oehoe uit de familie Strigidae.

## Verspreiding en leefgebied
Deze soort komt voor van centraal Peru tot westelijk Bolivia, westelijk Argentinië, Tierra del Fuego en Kaap Hoorn.